# فريدي إيلي
فريدي إيلي (بالإسبانية: Freddy Elie) هو لاعب كرة قدم ومدرب سابق فنزويلي من أصل هايتي، ولد في 10 مارس 1946 في بورت أو برانس، هايتي.
بدأ فريدي مسيرته الكروية في فنزويلا في فترة الستينات، ويُعد من أوائل اللاعبين المنحدرين من أصول هاييتية الذين لعبوا على مستوى النخبة في أمريكا الجنوبية، وكان ذلك في وقت كان فيه التنوع العرقي في المنتخبات أقل شيوعًا.

## المسيرة الكروية
لعب فريدي في مركز **المدافع**، وتميز بأسلوب دفاعي قوي وقدرة على قطع الكرات وتمركز مميز، ما أهله للعب في عدد من الأندية داخل وخارج فنزويلا.

### الأندية
لعب لعدة أندية بارزة، منها:
- أليانزا ليما في بيرو – إحدى أقوى الفرق في أمريكا الجنوبية.
- نادي بورتوغيزا – أحد الأندية المهمة في الدوري الفنزويلي.
- ديبورتيفو لارا – لعب له في المراحل المتقدمة من مسيرته.

### المنتخب الوطني
شارك فريدي إيلي مع منتخب فنزويلا لكرة القدم في العديد من المباريات الدولية، وكان ضمن التشكيلة التي لعبت في **كوبا أمريكا 1967**، مما يجعله أحد أوائل اللاعبين الفنزويليين الذين شاركوا في البطولة القارية.

## المسيرة التدريبية
بعد اعتزاله، انتقل فريدي إيلي إلى التدريب، وفي عام 2001 تولى تدريب نادي ديبورتيفو بيتاري، أحد الفرق المعروفة في الدوري الفنزويلي، حيث عمل على تطوير المواهب المحلية وترسيخ الانضباط التكتيكي.

## تأثيره وإرثه
يُعتبر فريدي إيلي رمزًا للتنوع في كرة القدم الفنزويلية، وشكل حضوره كلاعب من أصول هاييتية إسهامًا مبكرًا في كسر حواجز الهوية والدمج بين الثقافات في الرياضة الفنزويلية. ورغم أن المعلومات عنه قليلة نسبيًا، إلا أن صوره التاريخية وتوثيق مشاركاته تدل على مكانته في أرشيف الكرة اللاتينية.

## وصلات خارجية
- فريدي إيلي على موقع الاتحاد الدولي (مؤرشف)  (الإنجليزية)
- فريدي إيلي على موقع قاعدة بيانات كرة القدم.إي يو (الإنجليزية)
- مقال عنه في موقع De Chalaca (بالإسبانية)
- مشاركات المنتخب الوطني على RSSSF